# Lee Jun-ho
Lee Jun-ho (em coreano: 이준호; 25 de janeiro de 1990), conhecido mononimamente como Junho, é um ator e cantor sul-coreano. Ele é integrante do grupo masculino sul-coreano 2PM. Lee fez sua estreia na atuação com o filme Cold Eyes (2013) e desde então estrelou em Twenty (2015) e protagonizou notáveis séries de televisão, incluindo Good Manager (2017), Rain or Shine (2017–2018) e King the Land (2023). Sua performance em The Red Sleeve (2021) lhe rendeu o prêmio de Melhor Ator no Baeksang Arts Award. Como solista, Lee lançou dois álbuns de estúdio, uma coletânea e oito extended plays (EPs), conquistando sucesso significante no Japão.

## Vida inicial e educação
Em 2006, Lee ganhou a atenção do público pela primeira vez ao vencer o Superstar Survival. O programa começou com doze competidores adolescentes e, com o passar das semanas, eles foram eliminados um a um até restarem três. O processo seguiu um estilo semelhante ao do reality show Survivor. Lee assinou um contrato com a JYP Entertainment após vencer um programa, ficando em primeiro lugar entre 6.500 competidores. Taecyeon e Chansung, futuros companheiros de grupo do 2PM, também competiram.
Lee participou de um programa de graduação na Universidade de Howon  localizada em Gunsan, Coreia do Sul, com seus companheiros de grupo Chansung e Wooyoung. Além disso, ele e Chansung obtiveram um mestrado em cinematografia pela Universidade de Sejong.

## Carreira

### 2008–2009: Estreia com 2PM
Em 2008, ele participou do programa Hot Blood Men, da Mnet,[6] um programa que narra o rigoroso treinamento de treze aspirantes a trainees, todos competindo por uma cobiçada vaga no grupo One Day. Essa iniciativa levou à formação de dois grupos masculinos distintos, 2AM e 2PM.
Meio ano após a exibição televisiva de Hot Blood Men, o 2PM fez sua estreia com a canção "10 Out of 10", presente no extended play (EP) de estreia do grupo, Hottest Time of the Day. No entanto, foi com seu segundo EP, 2:00PM Time for Change, que o grupo alcançou grande popularidade no cenário musical popular sul-coreano.

### 2008–2009: Atividades como solista
Em 2013, Lee fez sua incursão inicial como artista solo no Japão com o lançamento de seu primeiro EP, Kimi no Koe, para o qual ele assumiu os papéis de produtor, compositor e letrista em todas as faixas. Este álbum alcançou a primeira posição nas paradas diárias da Tower Records, ao mesmo tempo em que ficou em terceiro lugar nas paradas diárias e semanais da Oricon. Começando em 9 de julho, Lee embarcou em sua turnê solo inaugural, também intitulada Kimi no Koe, abrangendo 12 concertos em cinco cidades e culminando em 29 de agosto em Tóquio.
Em 9 de julho de 2014, Lee lançou seu segundo EP autoral em japonês, Feel. Feel alcançou o topo do gráfico diário de álbuns da Oricon no mesmo dia de seu lançamento, ao passo que chegou à segunda posição do gráfico semanal. Em 3 de julho, Lee embarcou na sua segunda turnê japonesa independente, que também abrangeu 12 concertos em cinco cidades, atraindo 50.000 fãs. O último concerto no Nippon Budokan em 13 de agosto foi transmitido ao vivo em 38 cinemas em 23 prefeituras do Japão.
Em 15 de julho de 2015, Lee lançou seu terceiro EP, intitulado So Good. O EP atingiu a terceira posição da tabela semanal de álbuns da Oricon, vendendo mais de 40.000 cópias em sua primeira semana. Recebeu elogios, significando o crescimento de Lee em um artista maduro, com faixas emocionantes como "Good Life" e "Pressure", dando um vislumbre de sua vida pessoal. Ao mesmo tempo, ele embarcou em sua turnê japonesa de 2015, intitulada Last Night, que abrangeu sete cidades distintas, começando em 7 de julho em Tóquio. Com um total de 15 shows, incluindo duas apresentações na Yokohama Arena e no World Memorial Hall cada, atraiu mais de 55.000 fãs. O show final no World Memorial Hall, em 6 de agosto, também foi transmitido ao vivo em 41 teatros em 32 cidades do país.
Em setembro, ele lançou seu álbum de estreia coreano, intitulado One. O álbum é constituído por versões em coreano de onze de suas faixas anteriormente lançadas em japonês. Para promover a canção "Fire", Lee se apresentou pela primeira vez como solista em múltiplos programas musicais sul-coreanos, incluindo M Countdown, Music Bank, Show! Music Core e Inkigayo. Outro concerto intitulado Last Night ocorreu nos dias 19 e 20 de setembro no Olympic Hall in Olympic Park em Seul.
Em 2016, Lee lançou seu quarto EP japonês, DSMN. O EP liderou as tabelas diárias da Oricon e da Tower Records, tornando-se o primeiro projeto de Lee a conquistar o feito. A faixa-título ganhou popularidade em plataformas de ringtones japonesas. A quarta turnê japonesa de Lee, intitulada Hyper, culminou em duas apresentações no Ginásio Nacional Yoyogi, nos dias 24 e 25 de agosto. Lee foi elogiado pela produção do show, incluindo o repertório, o vídeo de abertura, o figurino e o som e a iluminação do palco. Nos dias 3 e 4 de dezembro, Lee orquestrou um show especial, intitulado Last Hyper Night, no Nippon Budokan, com a presença de 20.000 fãs. O evento foi acompanhado por uma experiência de transmissão ao vivo em todo o Japão.